# Otto Kayser (Maler)
Otto Kayser (* 30. November 1915 in Teutleben; † 16. Oktober 1998 in Gotha) war ein deutscher Maler und Grafiker.

## Leben und Werk
Kayser besuchte von 1934 bis 1936 die Staatliche Schule für Handwerkskunst in Eisenach und absolvierte danach bis 1938 eine Lehre als Dekorationsmaler. 1938 wurde er zum Reichsarbeitsdienst und dann zur Wehrmacht eingezogen. Bis 1945 nahm er als Soldat am Zweiten Weltkrieg teil. Zwischenzeitlich war er 1941 an der Thüringer Meisterschule für Handwerk und angewandte Kunst in Weimar. Die Gründe und Umstände für diese Privilegierung sind nicht bekannt. Nach der Entlassung aus der Kriegsgefangenschaft arbeitete Kayser ab 1946 in Gotha als freischaffender Künstler. Er war vor allem Wandmaler, schuf baugebundene Werke und arbeitete ab 1969 an den künstlerischen Konzeptionen für Neubaugebiete, Innenstädte, u. a. von Arnstadt, Erfurt und Gotha, und Gesellschaftsbauten mit. Arbeiten entstanden u. a. für die Frauenklinik Apolda, das Verwaltungsgebäude des Wasserwirtschaftsbetriebs von Erfurt, das Pädagogische Institut Erfurt und das Tiergesundheitsamt Bad Langensalza.
Kayser unternahm Studienreisen u. a. 1959 nach Albanien, Syrien und in den Libanon und 1963 in die Sowjetunion.
Kayser war bis 1990 Mitglied des Verbands Bildender Künstler der DDR.

## Ausstellungen (unvollständig)

### Einzelausstellungen
- 1961: Gotha, Schlossmuseum („Eine Mittelmeerreise. Libanon – Syrien – Albanien“)[1]

### Ausstellungsbeteiligungen
- seit 1947: Erfurt, mehrere Bezirkskunstausstellungen
- 1958/59, 1962/63 und 1967/68: Dresden, Vierte bis VI. Deutsche Kunstausstellung
- 1964: Berlin, Nationalgalerie („Unser Zeitgenosse“)
- 1966: Gotha („Künstler des Bezirks Erfurt erleben die Sowjetunion“)
- 1974: Erfurt („Kunst für uns“)